# Stéphane Rials
Stéphane Rials, né le 3 avril 1951 à Paris, est un juriste français spécialisé en droit public et histoire du droit, professeur émérite à l'université Paris-Panthéon-Assas.

## Biographie

### Origines et formation
Stéphane Rials est le fils de l'avocat André Rials.
Il est titulaire d'une maîtrise en histoire moderne (1973), diplômé d'études supérieures en science politique (1974) et en droit public (1975), diplômé de la section « Service public » de l'Institut d'études politiques de Paris (1975) et docteur en droit (1978).

### Carrière universitaire
Stéphane Rials est agrégé de droit public (major du concours de 1978). Professeur d'abord à Metz (1979-1981) puis à Caen (1981-1987), il est élu à l'université Panthéon-Assas en 1987. Il a été membre senior de l’Institut universitaire de France où il a occupé la chaire « Interprétation et droit » de 2005 à 2010,,.

#### Enseignements
Stéphane Rials a enseigné la philosophie du droit, la philosophie politique, la philosophie morale, l’histoire de la culture et de la pensée, l'histoire sociale des juristes à l'époque moderne, la théorie de l’interprétation, le droit politique et constitutionnel, l'introduction au latin. Il a été maître de conférences à l'IEP de Paris de 1978 à 1981.
En outre, il a été chargé de l'enseignement du cours de « Relations internationales » en première année de licence (2014-2019) et de celui de « Grandes doctrines juridiques, politiques et économiques » dans le cadre de la première année du master de droit public (2016-2019) de Paris-II. 

#### Responsabilités
De 1992 à 2006, Stéphane Rials a dirigé le Centre de philosophie du droit qu'il a renommé Institut Michel-Villey. Il a fondé en 2008, et dirige depuis Dogma - Institut pour l’étude des disciplines dogmatiques et l’histoire générale des formes,.
Il a occupé à l'université Paris-II des fonctions délibératives et administratives. Directeur de l'UFR de IIe et IIIe cycles de droit de l'université, il a été le dernier président de l'Institut Cujas de 2008 à 2011 (le poste cessant d'être pourvu après sa démission). Il a repris de 2013 à 2016 la direction du master de Philosophie du droit et de droit politique (il avait dirigé entre 1998 et 2006 le DEA de Philosophie du droit).[réf. nécessaire]
Il a fondé en 1984 la Société pour l'histoire des facultés de droit et de la culture juridique, du monde des juristes et du livre juridique ; il en a assuré le secrétariat général jusqu'en 1989 et exercé la présidence de 2002 à 2013.

### Prises de position
Stéphane Rials a fait partie de la rédaction de la revue légitimiste La Légitimité, qui a paru de 1974 à 1983.
En juin 1987, il a signé un appel d'universitaires en faveur de la réforme du Code de la nationalité, lancé par les professeurs Maurice Boudot, Michel Crouzet, Claude Polin, Claude Rousseau et Jacques Robichez.
Pendant le mandat de Nicolas Sarkozy (2007-2012), il a écrit plusieurs articles critiques dans le quotidien français Libération.

## Travaux
Il a fondé et dirige aux Presses universitaires de France, dont il fut président d’honneur du conseil de surveillance de 2001 à 2014, les collections « Droit fondamental » et « Léviathan », ainsi que Droits. Revue française de théorie, de philosophie et de culture juridiques.

## Ouvrages
- Les idées politiques du président Georges Pompidou, préface de Roger-Gérard Schwartzenberg, Paris, Presses universitaires de France, coll. « Travaux et recherches de la faculté de droit et des sciences économiques de Paris. Série science politique » (n° 9), 1977, 192 p. (mémoire de diplôme d'études supérieures en science politique remanié)
- Administration et organisation (1910-1930). De l'organisation de la bataille à la bataille de l'organisation dans l'administration française, préface de Roland Drago, Paris, Beauchesne, coll. « Bibliothèque Beauchesne » (n° 4), 1977, 281 p. (mémoire de diplôme d'études supérieures en droit public remanié)
- Le juge administratif français et la technique du standard. Essai sur le traitement juridictionnel de l'idée de normalité, préface de Prosper Weil, Paris, Librairie générale de droit et de jurisprudence, coll. « Bibliothèque de droit public » (tome CXXXV), 1980, XXII-564 p. (thèse de doctorat d’État en droit remaniée)
- La Présidence de la République, Paris, Presses universitaires de France, coll. « Que sais-je ? » (n° 1929), 1981, 126 p. (2e éd. complétée et mise à jour 1983)
- Le Premier ministre, Paris, Presses universitaires de France, coll. « Que sais-je ? » (n° 1972), 1981, 127 p. (2e éd. complétée et mise à jour 1985)
- avec Jean-François Auby, Votre commune et la mort. Aspects juridiques, techniques, financiers, préface de Jacques Aubert, Paris, Éditions du Moniteur, coll. « Les techniques de gestion communale », 1981, 159 p.
- avec Catherine Clessis et Patrick Wajsman, Exercices pratiques de droit constitutionnel, 3e éd. refondue, préface de André Mathiot, Paris, Montchrestien, coll. « Exercices pratiques », 1981, 470 p.
- Textes constitutionnels français, Paris, Presses universitaires de France, coll. « Que sais-je ? » (n° 2022), 1981, 127 p. (33e éd. mise à jour 2022)
- Textes constitutionnels étrangers, Paris, Presses universitaires de France, coll. « Que sais-je ? » (n° 2060), 1982, 125 p. (17e éd. mise à jour 2022, avec Julien Boudon)
- éd. de Charles Eisenmann, Cours de droit administratif, deux tomes, Paris, Librairie générale de droit et de jurisprudence, 1982-1983, 786 p. et XXIV-908 p. (réimpr. 2013, coll. « Anthologie du droit »)
- Le Légitimisme, Paris, Presses universitaires de France, coll. « Que sais-je ? » (n° 2107), 1983, 125 p.
- Textes politiques français, Paris, Presses universitaires de France, coll. « Que sais-je ? » (n° 2171), 1983, 127 p. (2e éd. revue et corrigée 1987)
- avec Jean Barbey et Frédéric Bluche, Lois fondamentales et succession de France, Paris, Diffusion-Université-Culture, coll. « Cahiers D.U.C » (n° 3), 1984, 46 p. (2e éd. revue et corrigée 1984)
- La réforme du mode de scrutin en question, Paris, Institut La Boétie, 1985, 23 p.
- De Trochu à Thiers (1870-1873), Paris, Association pour la publication d'une histoire de Paris, diff. Hachette, coll. « Nouvelle histoire de Paris » (vol. 14), 1985, 613 p.
- Destin du fédéralisme, Paris, Librairie générale de droit et de jurisprudence, 1986, 78 p.
- dir., Le miracle capétien, Paris, Perrin, coll. « Passé simple », 1987, 398 p.
- Révolution et Contre-révolution au XIXe siècle, Paris, Albatros et Diffusion-Université-Culture, 1987, 325 p.
- La Déclaration des droits de l'homme et du citoyen, Paris, Hachette, coll. « Pluriel », 1988, 771 p.
- avec Frédéric Bluche et Jean Tulard, La Révolution française, Paris, Presses universitaires de France, coll. « Que sais-je ? » (n° 142), 1989, 125 p. (6e éd. mise à jour 2003)
- codir. avec Frédéric Bluche, Les Révolutions françaises. Les phénomènes révolutionnaires en France du Moyen Âge à nos jours, Paris, Fayard, 1989, 500 p.
- codir. avec Philippe Raynaud, Une prudence moderne ?, Paris, Presses universitaires de France, coll. « Politique d’aujourd’hui », 1992, 154 p.
- dir., Le droit des Modernes (XVIe – XVIIIe siècles), Paris, Librairie générale de droit et de jurisprudence, coll. « Travaux et recherches. Panthéon-Assas Paris-II. Droit », 1994, 230 p.
- codir. avec Philippe Raynaud, Dictionnaire de philosophie politique, Paris, Presses universitaires de France, 1996, XV-776 p. (3e éd. complétée 2003, coll. « Quadrige »)
- Villey et les idoles. Petite introduction à la philosophie du droit de Michel Villey, Paris, Presses universitaires de France, coll. « Quadrige », 2000, 95 p.
- Siluæ metaphysicæ, Paris, Institut Michel Villey, coll. « Le Temple d'Artémis », 2002, 394 p.
- codir. avec Denis Alland, Dictionnaire de la culture juridique, Paris, Lamy et Presses universitaires de France, coll. « Quadrige », 2003, XXV-1649 p.
- avec Denis Alland, Constitution de l’Union européenne, Paris, Presses universitaires de France, coll. « Que sais-je ? » (n° 3689), 2003, 127 p.
- avec Bertrand Mathieu et Michel Verpeaux, Textes constitutionnels de la Ve République, Paris, Presses universitaires de France, coll. « Que sais-je ? » (n° 3726), 2005, 127 p.
- éd. avec Éric Desmons de Michel Villey, La formation de la pensée juridique moderne, Paris, Presses universitaires de France, coll. « Léviathan », 2003, 624 p. (2e éd. 2006, coll. « Quadrige »)
- Oppressions et résistances, Paris, Presses universitaires de France, coll. « Quadrige », 2008, 362 p.
- codir. avec Joël Andriantsimbazovina, Hélène Gaudin, Jean-Pierre Marguénaud et Frédéric Sudre, Dictionnaire des droits de l’homme, Paris, Presses universitaires de France, coll. « Quadrige », 2008, XVIII-1074 p.

## Décorations
- Chevalier de la Légion d'honneur (2003)[14]
- Commandeur de l'ordre national du Mérite (2007)[14]
- Officier de l'ordre des Palmes académiques[14]
- Chevalier de l'ordre des Arts et des Lettres[14]
- Chevalier de l'ordre du Saint-Sépulcre de Jérusalem (1982)[14]